# Listă de preoți victime ale regimului comunist din România
Aceasta este o listă de preoți victime ale regimului comunist din România:
- Vasile Aftenie
- Bartolomeu Anania

- Ioan Bălan
- Arsenie Boca
- Adalbert Boroș

- Gheorghe Calciu-Dumitreasa
- Tit Liviu Chinezu
- Alexandru Cisar
- Horia Cosmovici

- Ioan Dragomir
- Ioan Duma

- Alexandru Filipașcu
- Valeriu Traian Frențiu

- Gheorghe Drăgulin
- Vladimir Ghika
- Marcu Glaser
- Gheorghiță Guțescu, preot gorjean din comuna Bălănești, dar cu parohie în localitatea Pișteștii din Deal. Profesorul Grigore Haidău, din municipiul Târgu Jiu, care a scris o lucrare despre părintele Guțescu.[1]

- Iuliu Hirțea
- Iuliu Hossu
- Vasile Hotico

- Gherasim Iscu, starețul de la Mănăstirea Tismana, a fost unul dintre principalii luptători împotriva comunismului din Oltenia. Acesta a fost unul dintre liderii Mișcării Naționale de Rezistență din Oltenia (MNRO), alături de generalul Ioan Carlaonț, care a condus această organizație, și a fost exterminat într-o închisoare comunistă.[1]

- Ioan Iovan

- Ilie Lăcătușu
- Grigorie Leu

- Áron Márton
- Nicolae Mărgineanu (psiholog)
- Hieronymus Menges
- Ștefan Meteș
- Octavian Moisin
- Nicodim Munteanu
- Lucian Mureșan

- Zosim Oancea
- Pompeiu Onofreiu

- Augustin Pacha
- Liviu Victor Pandrea
- Arsenie Papacioc
- Ioan Ploscaru
- Anastase Popescu [2]
- Nicolae Popoviciu
- Visarion Puiu

- Alexandru Rusu

- János Scheffler
- Joseph Schubert
- Ioan Suciu (episcop)
- Aladár Szoboszlay

- Alexandru Todea
- Sandu Tudor
- Petroniu Tănase

- Constantin Voicescu

- Adrian Cărăușu, preot în satul Nadișa, comuna Strugari, jud. Bacău. [3][4]
- Alexandru Ghiță [5]
- Alexandru Nica [6]
- Alexandru Șendrea [7]
- Amos Florea [8]
- Andrei Iancu [9]
- Aurel Bazilescu [10]
- Aurel Gliga [11]
- Aurel Negoescu [12]
- Axinte Iepure [13]
- Benedict Ghiuș [14]
- Boris Răduleanu [15]
- Constantin Necșulescu [16]
- Constantin Pătuleanu [17]
- Constantin Sârbu, ucis în spital [18][19]
- Cornel Tomescu [20]
- Crăciun Oprea [21]
- Dimitrie Balaur [22][23]
- Dimitrie Bejan [24]
- Diodor Todea [25]
- Dumitru Bălașa, istoric, a refuzat să devină membru al Academiei Române [26][27][28]
- Dumitru Argint [29]
- Dumitru Biolănescu [30]
- Dumitru Iliescu Palanca [31]
- Dumitru Mihăilescu [32]
- Dumitru Mitoiu [33]
- Dumitru Moldovanu [34]
- Dumitru Morega [35]
- Dumitru Rădulescu [36]
- Dumitru Uta [37]
- Emanuel Păsculescu-Orlea [38]
- Emilian Doicu [39]
- Enache Graur [40]
- Evmenie Moraru[41]
- Honoriu Filimon [42]
- Gheorghe Beșchea [43]
- Gavriil Burzo [44]
- Gavril Branea [45]
- Gheorghe Cârstoiu [46]
- Gheorghe Beldiman (preot) [47]
- Gheorghe Cotenescu (1886-1965) [48]
- Gheorghe Doară [49]
- Gheorghe Dragomirescu [50]
- Gheorghe Giurgiu [51]
- Gheorghe Lungu [52]
- Gheorghe Nițu (preot) [53]
- Iustin Pârvu
- Gheorghe Perian [54]
- Gheorghe Popa (preot) [55]
- Gheorghe Precupescu, unul dintre martirii care au fost prigoniți de comuniști și întemnițați din cauza credinței lor [56]
- Gheorghe Purdea [57]
- Gheorghe Vețeleanu [58]
- Gheorghe Tarcea [59]
- Grigorie Bogza [60]
- Florea Mureșan [61][62]
- Florea Mureșanu [63]
- Ilarion Felea [64][65]
- Ilie Imbrescu [66][67][68][69][70]
- Ioan Coliță [71]
- Ioan Datculescu [72]
- Ioan Dovăncescu [73]
- Ioan Duma [74]
- Ioan Iovan [75]
- Preotul Ioan Moldovan [76]
- Ioan Neagoe [77]
- Ioan Negruțiu [78][79]
- Ioan Sărăcuțu [80]
- Ioan Sevastre [81]
- Ioan Șandra [82]
- Ioan Tomuță [83]
- Ion Băldescu-Popescu [84]
- Ion Dobrotescu [85]
- Ion Druțu [86]
- Ion Iorgulescu [87]
- Ion Lupșa [88]
- Ionel Pavel (preot) a îndurat șapte ani de schingiuire și foamete în penitenciarele Jilava, Gherla, Pitești și la Canal.[89][90][91]
- Ioniță Diaconescu [92]
- Ilie Cioruță - preot, tuns în monahism [93][94]
- Ilie Imbrescu [95]
- Laurențiu Pop [96]
- Laurian Moraru [97][98]
- Lazăr Cârja [99]
- Liviu Brânzaș [100]
- Liviu Galaction Munteanu [101]
- Marin Neamțu [102]
- Marin Tănase [103]
- Metodie Popescu [104]
- Mihai Tipa [105]
- Mihail Toderașcu [106]
- Nicolae Adam [107]
- Nicolae Anghel [108]
- Nicolae Cantaragiu [109]
- Nicolae Deliu [110]
- Nicolae Iordănescu [111]
- Nicolae Petculescu [112]
- Nicolae Târcă [113]
- Oprea Crăciun a plătit dragostea pentru credință cu opt ani de închisoare, în lagărele comuniste [114]
- Panait Iordache [115]
- Pascu Trif [116]
- Paul Munteanu [117]
- Pavel Glavan [118]
- Petre Focșăneanu [119]
- Petre Roșu [120]
- Roman Braga [121][122][123][124]
- Romul Grecu [125]
- Sinesie Ioja [126]
- Ștefan Smărăndescu [127]
- Ștefan Stoica [128]
- Toma Chiricuță [129]
- Toma Gherasimescu [130]
- Toma Suru [131]
- Traian Moșic [132]
- Valerian Zaharia, dat jos din ierarhie de comunisti, pentru ca "vorbea" prea mult, s-a retras la Biserica Podeanu din Bucuresti.[133]
- Vasile Bârluțiu [134]
- Vasile Cenușă [135]
- Vasile Georgescu [136]
- Vasile Păstrașcu [137]
- Vasile Samoilă [138]
- Vasile Țepordei (Basarabia) [139]
- Viorel Todea [140]

### Susținători ai partizanilor
- Dumitru Iliescu-Palanca [141]
- Dumitru Laslău [142]
- Gheorghe Cotenescu [143]
- Ștefan Marcu [144][145]
- Victor Paul [146]

### Autori de cărți
- Liviu Brânzaș - „Raza din catacombă” [147]

### Preoți prigoniți în Basarabia
- Vasile Țepordei (1908-2002) [148]